# Hugo Pernet
Hugo Pernet, né en 1983 à Paris, est un artiste peintre et poète français vivant et travaillant à Dijon.
Ses œuvres figurent parmi plusieurs collections publiques et privée dont le Cnap, le Frac Limousin, le Frac Aquitaine, le Frac Bourgogne,, ainsi que le Musée d’Art Contemporain de Lyon.

## Biographie
Né en 1983, Hugo Pernet obtient en 2006 un diplôme national supérieur d'expression plastique à l'école régionale des beaux-arts de Besançon. L'année suivante, il effectue une résidence artistique au Chantier Public à Lyon puis en 2008 à La Galerie à Noisy-le-Sec.
En 2017, il expose plusieurs acryliques sur toile à la galerie Triple V à Paris en compagnie de Sylvain Rousseau. 
En 2020, pendant la pandémie de Covid-19, il publie un dessin par jour sur les réseaux sociaux du Frac Bourgogne. L'année suivante, il expose en Belgique à Bruxelles après une résidence à la Fondation Thalie.

## Œuvres
Partant d'abstractions questionnant l'historicité de l'art conceptuel et du minimalisme, la peinture d'Hugo Pernet évolue progressivement vers la figuration tout en conservant une attache à la forme géométrique, à l'accident et à la répétition, ainsi qu'un fort ancrage à l'histoire de la création picturale occidentale,.
Parmi ses premières œuvres, il réalise en 2007 une peinture titrée Négatif qui reprend la série des Sans titre d'Olivier Mosset, crée dans les années 1970. En inversant les couleurs de la série de peintures abstraites du membre de BMPT, Hugo Pernet en crée un négatif au sens photographique du terme, c'est-à-dire l'image inversée d'un moment de l'histoire de la peinture.  
Il réitérera ce geste mettant en perspective l'histoire de l'abstraction lors d'une exposition à la galerie Triple V en 2011 avec une série titrée Peinture Blanches —« négatifs » des monochromes de Robert Rauschenberg.

## Expositions monographiques
- 2009
  - I’m Afraid, Triple V, Dijon (France)
  - Incomplet, Palais de Tokyo, Module, Paris (France)
- 2011
  - Peintures Blanches, Triple V, Paris (France)
- 2012
  - Mèmes, Toshiba House, Besançon (France)
- 2014
  - Suite bourguignonne, Triple V, Paris (France)
  - Peintures, Super Dakota, Bruxelles (Belgique)
- 2015
  - Jardins suspendus, Galerie Joy de Rouvre, Genève (Suisse)[14]
  - Le Voyage en Italie, Mamco, Genève (Suisse)[12]
- 2016
  - Vent Mauvais, Bikini, Lyon (France)
  - Mirages, Super Dakota, Bruxelles (Belgique)
- 2018
  - La Nuit, galerie Joy de Rouvre, Genève (Suisse)[15]
  - Le Désert, Super Dakota, Bruxelles (Belgique)
  - The Kitchen Show, cuisine de la Halle 38, Dijon (France)
- 2019
  - Rachel, galerie Semiose, project space, Paris (France)
- 2020
  - Pearls, Black Box, manoir Mouthier, Mouthier-Haute-Pierre (France)
- 2021
  - TBC, Super Dakota, Bruxelles (Belgique)
- 2022
  - Collected poems, Frac Bourgogne, Dijon (France)[16]

## Publications

### Écrits poétiques
- Poésie simplifiée, éditions ENd (en co-édition avec La Galerie à Noisy-le-Sec et Triple-v), juillet 2011
- ABCD suivi de poèmes, éditions Fissile, collection maigre, mai 2014
- Flèches, éditions ENd, mai 2015[17]
- Je vais simplement m’habiller comme tout le monde (Streetwear Poem), éditions Série discrète, janvier 2017
- Pour les chevaux, Sunset éditions, Besançon, novembre 2018
- Poème non-chinois, éditions furtives, Besançon, décembre 2018
- Suite Logique, Édition Vanloo, 2021[18]

### Catalogue d'expositions
- À moitié carré, à moitié fou, Édition Villa Arson, 2007[19].